# Michael Adams

Michael Adams
(foto Gennadiy Titkov)

Michael Adams (Truro, 17 november 1971) is een Brits schaker.
In 1988 werd hij grootmeester. In 1989, 1997, 2010, 2011 en 2016 won hij het kampioenschap van Groot-Brittannië.

## Carrière
Sinds het midden van de jaren 90 hoort hij bij de wereldtop en doet regelmatig mee aan de grote toernooien.
Hij heeft een kalme, positionele stijl en eindigt meestal boven de 50 procent, maar wint maar zelden een sterk bezet toernooi. Zijn beste prestatie was Dos Hermanas 1999, dat hij won voor Vladimir Kramnik, Veselin Topalov en Anand. In Nederland is hij een regelmatig deelnemer aan het Corus-toernooi. Daar deed hij het het best in 2004, met een gedeelde tweede plaats.
In 1994 drong Adams door tot de kandidatenmatches van zowel de FIDE als de PCA. In de FIDE cyclus verloor hij van Boris Gelfand, in de PCA-cyclus versloeg hij Sergej Tiviakov en verloor van Anand.
Adams bleek goed uit de voeten te kunnen met het knock-out formaat waarmee de FIDE een aantal keren het wereldkampioenschap speelde. In 1997 bereikte hij de finale, waarin hij verloor van Anand. In 1999 kwam hij tot de halve finale, waarin hij struikelde over Vladimir Akopian. In 2004 bereikte hij wederom de finale en miste op een haar na het wereldkampioenschap door van Rustam Kasimdzjanov te verliezen. Op grond van zijn rating mocht hij meedoen aan het wereldkampioenschap schaken in 2005 waarin hij als 7e eindigde.
In 2005 werd in Londen de match "Mens tegen Machine" verspeeld: Adams nam het op tegen de schaakcomputer Hydra. Adams verloor met ½ - 5½.
In 2016 won hij in Bournemouth het kampioenschap van Groot-Brittannië.
| 8 | rd           |    | bd | qd | kd | bd |    | rd |
| 7 | pd           | pd | pd | pd |    | pd | pd | pd |
| 6 |              |    | nd | nd |    |    |    |    |
| 5 |              |    |    |    | pd |    |    | ql |
| 4 |              |    |    | pl |    |    |    |    |
| 3 |              | bl | nl |    |    |    |    |    |
| 2 | pl           | pl | pl |    |    | pl | pl | pl |
| 1 | rl           |    | bl |    | kl |    | nl | rl |
|   | a            | b  | c  | d  | e  | f  | g  | h  |
|   | Adamsgambiet |    |    |    |    |    |    |    |

## Adamsgambiet
Naar Adams is het Adamsgambiet in de Weense opening genoemd: 1.e4 e5 2.Pc3 Pf6 3.Lc4 Pe4 5.Dh5 Pd6 5.Lb3 Pc6 6.d4 (diagram).

## Externe koppelingen
- (en)   Informatie over schaakpartijen van Michael Adams op ChessGames.com
- (en)   Informatie over schaakpartijen van Michael Adams op 365chess.com
- (en)  FIDE-ratinggegevens voor Michael Adams